# Liubomîrivka, Vilneansk
Liubomîrivka (în ucraineană Любомирівка) este un sat în comuna Kirova din raionul Vilneansk, regiunea Zaporijjea, Ucraina.

## Demografie
Componența lingvistică a localității Liubomîrivka
     Ucraineană (93,19%)
     Rusă (5,24%)
     Alte limbi (1,04%)
Conform recensământului din 2001, majoritatea populației localității Liubomîrivka era vorbitoare de ucraineană (93,19%), existând în minoritate și vorbitori de rusă (5,24%).